# 19663 Рікевотс
19663 Рікевотс (19663 Rykerwatts) — астероїд головного поясу, відкритий 9 вересня 1999 року.
Тіссеранів параметр щодо Юпітера — 3,338.